# Никон Ел Маестро
 Никон Ел Маестро  (3 юни 1993 г.) е бивш футболист, който играе на поста полузащитник.
През 2019 г. напуска ЦСКА (София) заедно с брат си Нестор Ел Маестро. На 29 юли 2023 се завръща на поста помощник треньор в ЦСКА в щаба на Нестор Ел Маестро. На 14 април 2024 г. бива уволнен от ЦСКА.